# Radio Columbia
 (juin 2019).
Si vous disposez d'ouvrages ou d'articles de référence ou si vous connaissez des sites web de qualité traitant du thème abordé ici, merci de compléter l'article en donnant les références utiles à sa vérifiabilité et en les liant à la section « Notes et références ».
Radio Columbia était une station de radio locale implantée à Roselies, dans la province de Hainaut (Belgique). Créée en 1981, elle est retirée des ondes deux fois au cours de son histoire .
Elle a définitivement cessé la diffusion de ses programmes en 2018. Son public cible se situait dans la tranche d'âge 40-90 ans. Ses émissions se composaient principalement de musiques.

## Historique
Radio Columbia est créé en 1981 par l'A.S.B.L Radio Columbia.
En 1984, Radio Columbia été reconnue comme radio locale, associative et indépendante.
En 1987, Radio Columbia se fait confisquer son émetteur pour l'étrange motif de «non-reconnaissance» par la R.T.T.
En 1991, après une longue action en justice contre l’État belge aboutit, Radio Columbia est autorisé à reprendre ses programmes jusqu'en 1992.
En 1992, la radio se fait une nouvelle fois confisquer son émetteur. Les dirigeants de la radio, les habitants de Roselies, l'Administration Communale d'Aiseau-Presles et le bourgmestre, Marcel Dargent, contestèrent cette décision.
Le 17 janvier 1994, Radio Columbia reçoit une lettre du ministère de l'audio visuel qui reconnaît Radio Columbia comme un organe de diffusion local, associatif et indépendant. Il lui attribue la fréquence 106.9, les programmes ont repris dès le 1er février 1994.
En 2008, la programmation est très diversifiée et y travaillent bénévolement 36 animateurs/animatrices. L'été de la même année, elle disparaît des ondes en raison du Plan Fréquence.
Le 16 octobre 2008, Radio Columbia annonce réémettre sur les ondes. L'émission est effective le 20 octobre.
Le 4 novembre 2018, les membres de l’A.G. constatent la démission des administrateurs. Peu avant 16 heures, l’A.G. décide la liquidation volontaire et cesse d’émettre sur le champ.